# Platygloea pustulata
Platygloea pustulata är en svampart som beskrevs av G.W. Martin & Cain 1940. Platygloea pustulata ingår i släktet Platygloea och familjen Platygloeaceae.   Inga underarter finns listade i Catalogue of Life.